# 11 Korpus Armijny (Imperium Rosyjskie)
11 Korpus Armijny (ros. 11-й армейский корпус) – wyższy związek taktyczny Armii Imperium Rosyjskiego. 
Dowództwo korpusu stacjonowało w Równem. Rozwiązany na początku 1918.

## Struktura organizacyjna
Organizacja w 1914
- dowództwo i sztab – Równe
- 11 Dywizja Piechoty – Łuck
- 32 Dywizja Piechoty – Równe
- 11 Dywizja Kawalerii – Dubno
- 11 dywizjon haubic – Biała Cerkiew
- 21 batalion saperów – Równe

## Podporządkowanie
- 3 Armii (2 sierpnia 1914 – 23 stycznia 1915)
- 9 Armii (17 lutego 1915 – 15 września 1916)
- 8 Armii (1 października 1916 – grudzień 1917)

## Dowódcy korpusu
- gen. kawalerii  W. W. Sacharow (grudzień 1912 – sierpień 1915) i (wrzesień - październik 1915)
- gen. artylerii M. A. Barancow  (listopad 1915 - kwiecień 1917)
- gen. lejtnant K. L. Gilczewskij (od kwietnia  1917)